# 부트레그 비틀즈
부트레그 비틀즈(영어: The Bootleg Beatles)는 전설적인 영국의 록 밴드인 비틀즈의 헌정 밴드이다. 헌정 밴드는 유명한 음악 예술가의 음악을 연주하는 음악 그룹으로, 부트레그 비틀즈는 비틀즈의 노래와 스타일을 모방한다. 1980년 3월에 결성되어 지금까지 4,000번 넘게 공연했다. 2019년 10월 17일, 부트레그 비틀즈는 수상 경력에 빛나는 왕립 리버풀 필하모닉 오케스트라와 함께 비틀즈의 두 앨범인 《Abbey Road》와 《Let It Be》의 50주년 기념 공연을 했다.